# Harnrode
Harnrode ist ein Ortsteil der Marktgemeinde Philippsthal (Werra) im osthessischen Landkreis Hersfeld-Rotenburg. Das Dorf liegt nördlich von Philippsthal. Nördlich von Harnrode fließt die Werra. Durch den Ort verläuft die Landesstraße 3172.

## Geschichte
Der Ortsbereich wurde bereits zur Zeit der Hallstattzeit besiedelt, wie archäologische Funde bewiesen haben. Der Ortsname wechselte von Gottels und Götterstatt zu Geiderstatt und Harnröder Höfe zum heutigen Harnrode. Der Ort Harnrode gehörte ursprünglich zum thüringischen Gericht Heringen. Im Jahre 1432 verkaufte Margarethe von Heringen das Gericht an die Landgrafen von Hessen, wobei Harnrode und die Wüstung Geiderstad zur hersfeldischen Vogtei Kreuzberg kamen. Die Obrigkeit lag aber beim hessischen Amt Friedewald, zu der der Rest des Gerichts kam.
Am 1. August 1972 wurde im Zuge der Gebietsreform in Hessen die bis dahin selbständige Gemeinde Harnrode mit fünf weiteren Orten zur neuen Gemeinde Philippstal zusammengeschlossen. Für die unter Denkmalschutz stehenden Kulturdenkmale des Ortes siehe die Liste der Kulturdenkmäler in Harnrode.